# Sofie Truyen
Sofie Truyen (Schoten, 14 maart 1982) is een Belgische actrice.

## Loopbaan
Truyen is zowel theater- als televisieactrice. Op televisie is zij vooral bekend door de rol van Annabel in 16+ en die van Evy in Familie. 

## Privé
In september 2009 werd vastgesteld dat Truyen aan CVS leed. Tegen juli 2013 was haar toestand er dermate op achteruitgegaan, dat ze op doktersbevel met onmiddellijke ingang moest stoppen met acteren voor een minimum van vier maanden. Hierdoor moest ze noodgedwongen haar rol in de soap Familie opgeven en werd deze overgenomen door Marianne Devriese. 
Op 13 augustus 2011 trad ze in het huwelijk met kunstenaar Christophe Parijs (8 mei 1980), minder dan twee jaar later, in juli 2013, raakte bekend dat de twee uit elkaar waren. 
Truyen is meter van de vzw No Limits, een vereniging die strijdt tegen kinderkanker.

## Televisie
- De Kotmadam - Sofie (2016)
- Witse - Gwendoline Luts (2012)
- Goesting - Amber (2010)
- Witse - Cynthia Devriendt (2010)
- LouisLouise - Maaike Vankerkhove (2009)
- Zone Stad - Dorien Rooms (2007)
- Familie - Evy Hermans (2006-2013)
- 16+ - Annabel (2006-2008)

## Korte film
- Obscure (2005)

## Theater
- Inside Moulin Rouge 2 (2008)
- Equus (2008)
- Macbeth (2007)
- Een vrouw alleen (2005)
- Popcorn (2004)
- Saartje (2003)
- De Stoel (2002)
- De legende van Tijl Uilenspiegel (1998-1999)